# توزیع تعمیم‌یافته گاما
توزیع تعمیم‌یافته گاما یک توزیع احتمال پیوسته‌است که با سه پارامتر تعریف می‌شود. این توزیع در حقیقت یک تعمیم از توزیع گامای دو پارامتره است. از آنجا که بسیاری از توزیعهایی که برای آنالیز بقا مورد استفاده قرار می‌گیرند (مانند توزیع نمایی، توزیع وایبول، توزیع گاما و توزیع نیمه نرمال) موارد خاصی از توزیع تمیم‌یافته گاما هستند، گاهی اوقات از این توزیع برای تعیین مدل مناسب با توجه به مجموعه داده‌ها استفاده می‌کنند.

## مشخصات
توزیع تعمیم‌یافته گاما دارای سه پارامتر است: {\displaystyle a>0}، {\displaystyle d>0}، و {\displaystyle p>0}. برای {\displaystyle x} غیر منفی، تابع چگالی احتمال گامای تعمیم‌یافته عبارت است از:
{\displaystyle f(x;a,d,p)={\frac {(p/a^{d})x^{d-1}e^{-(x/a)^{p}}}{\Gamma (d/p)}}}
در اینجا {\displaystyle \Gamma (\cdot )} تابع گاما را نشان می‌دهد.
تابع توزیع تجمعی برابر است با:
{\displaystyle F(x;a,d,p)={\frac {\gamma (d/p,(x/a)^{p})}{\Gamma (d/p)}}}
در اینجا {\displaystyle \gamma (\cdot )} تابع گاما ناقص پایین را نشان می‌دهد.
اگر {\displaystyle d=p} آنگاه توزیع تعمیم‌یافته گاما به توزیع وایبول تبدیل می‌شود. همچنین اگر {\displaystyle p=1} آنگاه توزیع تعمیم‌یافته گام به توزیع گاما تبدیل می‌شود.

## گشتاور
اگر {\displaystyle X} یک توزیع تعمیم‌یافته گاما باشد گشتاورهای آن عبارت خواهند بود از:
{\displaystyle \operatorname {E} (X^{r})=a^{r}{\frac {\Gamma ({\frac {d+r}{p}})}{\Gamma ({\frac {d}{p}})}}}

## معیار واگرایی کولبک-لیبلر
اگر {\displaystyle f_{1}} و {\displaystyle f_{2}} توابع چگالی احتمال دو توزیع تعمیم یافته گاما باشند، آنگاه معیار واگرایی کولبک-لایبلر آنها برابر خواهد بود با:
{\displaystyle {\begin{aligned}D_{KL}(f_{1}\parallel f_{2})&=\int _{0}^{\infty }f_{1}(x;a_{1},d_{1},p_{1})\,\ln {\frac {f_{1}(x;a_{1},d_{1},p_{1})}{f_{2}(x;a_{2},d_{2},p_{2})}}\,dx\\&=\ln {\frac {p_{1}\,a_{2}^{d_{2}}\,\Gamma \left(d_{2}/p_{2}\right)}{p_{2}\,a_{1}^{d_{1}}\,\Gamma \left(d_{1}/p_{1}\right)}}+\left[{\frac {\psi \left(d_{1}/p_{1}\right)}{p_{1}}}+\ln a_{1}\right](d_{1}-d_{2})+{\frac {\Gamma {\bigl (}(d_{1}+p_{2})/p_{1}{\bigr )}}{\Gamma \left(d_{1}/p_{1}\right)}}\left({\frac {a_{1}}{a_{2}}}\right)^{p_{2}}-{\frac {d_{1}}{p_{1}}}\end{aligned}}}
در اینجا {\displaystyle \psi (\cdot )}تابع دایگما است.